# South Junction (Oregon)
South Junction az Amerikai Egyesült Államok északnyugati részén, Oregon állam Wasco megyéjében, a U.S. Route 97 és 197 közelében elhelyezkedő kísértetváros.
Nevét a Great Northern Railway és a Union Pacific Railroad vasútvonalainak csomópontjánál történő elhelyezkedése miatt kapta. A posta 1911 és 1974 között szakaszosan működött.
A közelben egy kemping működik.

## Fordítás
- Ez a szócikk részben vagy egészben  a   South Junction, Oregon című angol Wikipédia-szócikk ezen változatának fordításán alapul.  Az eredeti cikk szerkesztőit annak laptörténete sorolja fel. Ez a jelzés csupán a megfogalmazás eredetét és a szerzői jogokat jelzi, nem szolgál a cikkben szereplő információk forrásmegjelöléseként.